# Peter Georg d’Orville

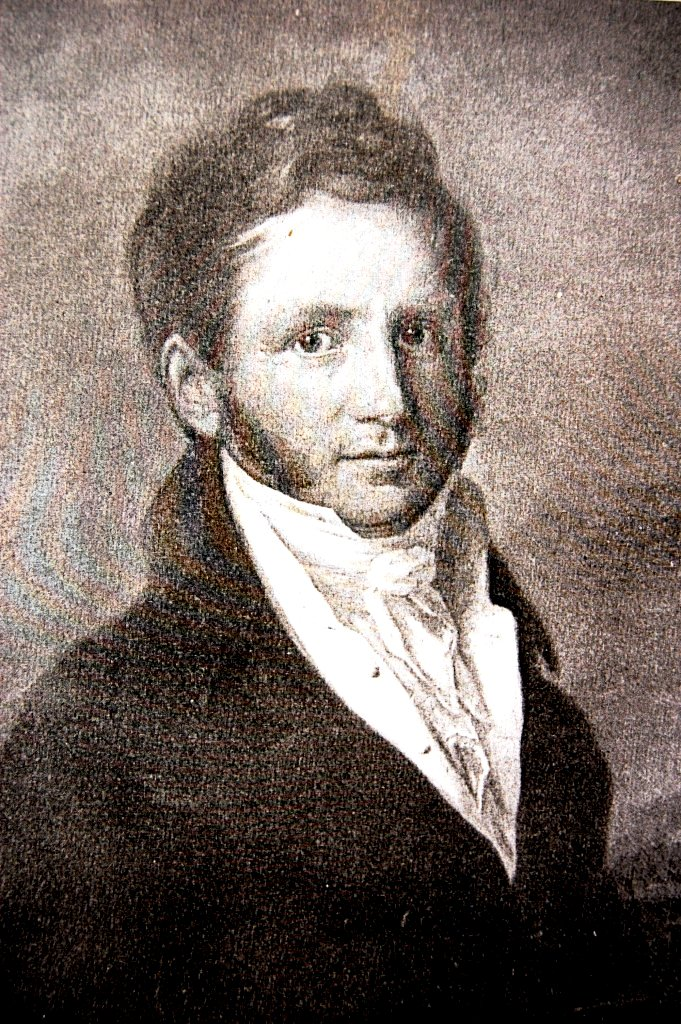
Peter Georg d’Orville, Unternehmer und Bürgermeister von Offenbach

Peter Georg d’Orville (* 10. August 1783 in Offenbach am Main; † 24. März 1858 ebenda) war der erste und dritte Bürgermeister von Offenbach am Main. Er entstammte einer Bankiers- und Unternehmerfamilie mit hugenottischen Wurzeln.

## Leben und Wirken
Peter Georg d’Orville wurde als Sohn des Privatbankiers und Unternehmers Jean Georg d’Orville (1747–1811) und dessen Frau Jeanne Rahel Bernard (1751–1822) geboren. Die Vorfahren der Familie d’Orville waren französische Glaubensflüchtlinge, die sich in Frankfurt am Main zwei Generationen zuvor als Bankiers niedergelassen hatten. Die Familie d’Orville wählte Offenbach am Main zunächst als Sommersitz und war durch Heirat mit der Unternehmerfamilie Bernard verbunden, die in der Stadt bereits die Fürstlich Isenburgsche privilegierte Schnupftabakfabrik betrieb. Der Vater Jean Georg d’Orville vererbte nach seinem Tod 1811 die Teilhaberschaft an der Tabakfabrik an seinen Sohn Peter Georg. 1812 gründete Peter Georg mit seinem Partner Jakob Philipp in Regensburg aus zollrechtlichen Gründen ein Zweigwerk der Offenbacher Tabakfabrik, das sich später zur Hauptniederlassung entwickelte. 1821 gehörte er zu den Gründungsmitgliedern der Handelskammer in Offenbach. 1835 bis 1841 war er Abgeordneter der 2. Kammer der Landstände des Großherzogtums Hessen.

## Familie
Am 19. Juli 1807 heirateten Peter Georg d’Orville und Maria Mimi Fuchs–Bernard (* 6. September 1788; † 17. September 1863 in Offenbach am Main), diese war die Adoptivtochter des Peter Bernard und Tochter des Finanzrats und Bankiers Johann Georg Fuchs und der Jacobea Thurneysen. Das Paar hatte mehrere Kinder, darunter:
- Theodor (* 1816; † 1860), Kaufmann in Offenbach ⚭ Agathe Alewyn
- Jeanette (1810–1859) ⚭ Walter Gustav Alewyn (1810–1879)

## Politik
Peter Georg d’Orville wurde im Jahr 1823 zum ersten Bürgermeister von Offenbach am Main ernannt. Seine erste, damals noch ehrenamtliche Amtsperiode dauerte vom 1. August 1823 bis zum 8. Januar 1826. Seine zweite Amtsperiode begann am 31. Dezember 1834 und endete am 19. März 1837. In dieser Zeit begann in Offenbach der kontinuierliche Aufschwung von vorindustriellen Manufakturen zu industriellen Unternehmen, welche die Stadt später als Fabrikstadt prägten.